# Omar Galeano
Omar Galeano (Salto, 3 de agosto de 1982) es un exbaloncestista uruguayo. Con 1,91 metros de altura, juega de ala-pívot y su primer equipo fue Olimpia con el cual debutó en el año 2000.

## Trayectoria
Ha jugado en total en 8 equipos de básquetbol. Jugó además 3 Ligas Sudamerianas con Olimpia en 2003, 2004 y 2007
Campeón con Biguá el liga 2007- 2008, (equipo que lo adquirió en Draft).

### Clubes
| Club                    | País    | Año         |
| ----------------------- | ------- | ----------- |
| Olimpia                 | Uruguay | 2000 - 2002 |
| Salto Uruguay           | Uruguay | 2003        |
| Olimpia                 | Uruguay | 2003 - 2004 |
| Capitol                 | Uruguay | 2004        |
| Olimpia                 | Uruguay | 2004        |
| Defensor Sporting       | Uruguay | 2004 - 2005 |
| Goes                    | Uruguay | 2005        |
| Olimpia                 | Uruguay | 2005 - 2006 |
| Cordón                  | Uruguay | 2006        |
| Olimpia                 | Uruguay | 2006 - 2007 |
| Ituzaingó               | Uruguay | 2007        |
| Olimpia                 | Uruguay | 2007        |
| Biguá                   | Uruguay | 2007 - 2008 |
| Olimpia                 | Uruguay | 2008 - 2009 |
| Bohemios                | Uruguay | 2009        |
| Olimpia                 | Uruguay | 2009 - 2011 |
| Plaza de Nueva Helvecia | Uruguay | 2011        |
| Olimpia                 | Uruguay | 2011 - 2013 |
| Goes                    | Uruguay | 2013 - 2014 |
| Sayago                  | Uruguay | 2014 - 2015 |
| Yale                    | Uruguay | 2015        |
| Anastasia               | Uruguay | 2015 - 2016 |
| Atenas                  | Uruguay | 2016        |
| Racing de Mercedes      | Uruguay | 2016 - 2017 |
| Atenas                  | Uruguay | 2017        |
| Paceambú                | Uruguay | 2017 - 2018 |

## Selección nacional
Galeano integró la selección de baloncesto de Uruguay que compitió en el Campeonato FIBA Américas de 2007 que se jugó en Las Vegas, el cual terminaron en el sexto lugar.  

## Títulos

### Campeonatos nacionales
- Biguá - (Liga) - 2007